# Diócesis de Autun
La diócesis de Autun (en latín: Dioecesis Augustodunensis y en francés: Diocèse d'Autun, Chalon et Mâcon) es una circunscripción eclesiástica de la Iglesia católica en Francia. Se trata de una diócesis latina, sufragánea de la arquidiócesis de Dijon. Desde el 8 de abril de 2006 su obispo es Benoît Marie Pascal Rivière, quien lleva además los títulos de obispo de Chalon (en latín: Cabillonensis) y de Mâcon (en latín: Matisconensis) (ambos concedidos a los obispos de Autun el 19 de julio de 1853) y abad de Cluny (en latín: Cluniacensis) (concedido el 15 de diciembre de 1962).

## Territorio y organización

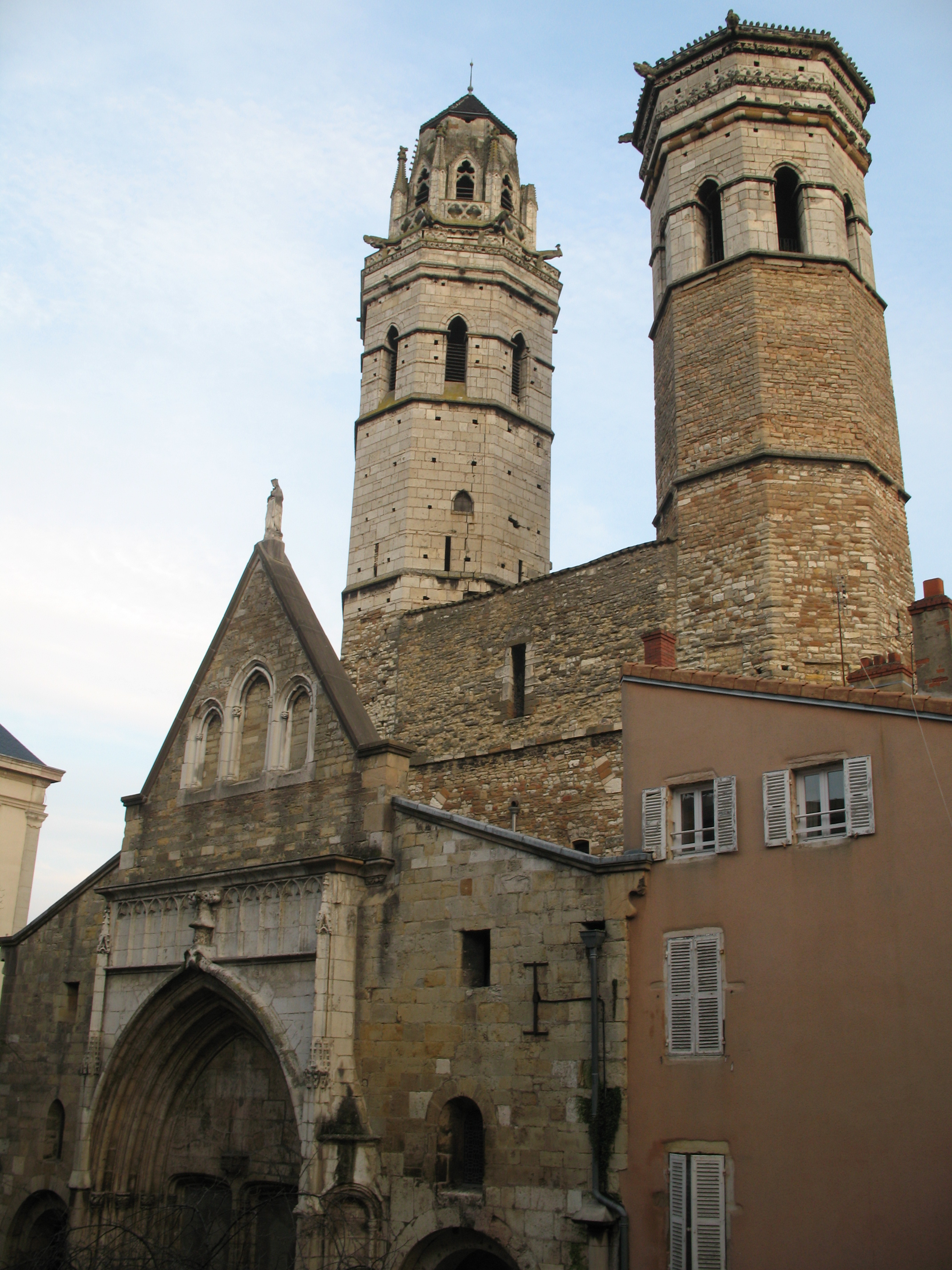
Excatedral de San Vicente, en Mâcon

La diócesis tiene 8575 km² y extiende su jurisdicción sobre los fieles católicos de rito latino residentes en el departamento de Saona y Loira de la región de Borgoña-Franco Condado.

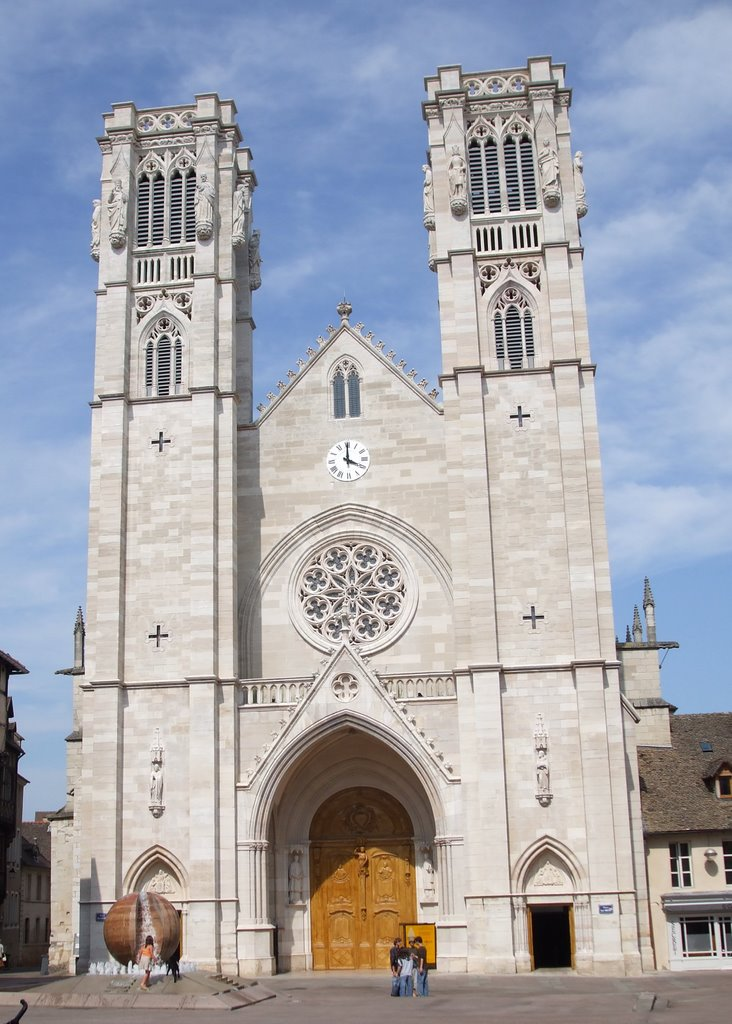
Excatedral de San Vicente, en Chalon-sur-Saône

La sede de la diócesis se encuentra en la ciudad de Autun, en donde se halla la Catedral de San Lázaro. En Mâcon se halla la excatedral de San Vicente y en Chalon-sur-Saône la también excatedral de San Vicente. En Paray-le-Monial se encuentra la basílica del monasterio de la Visitación, que hospedó a santa Margarita María Alacoque.

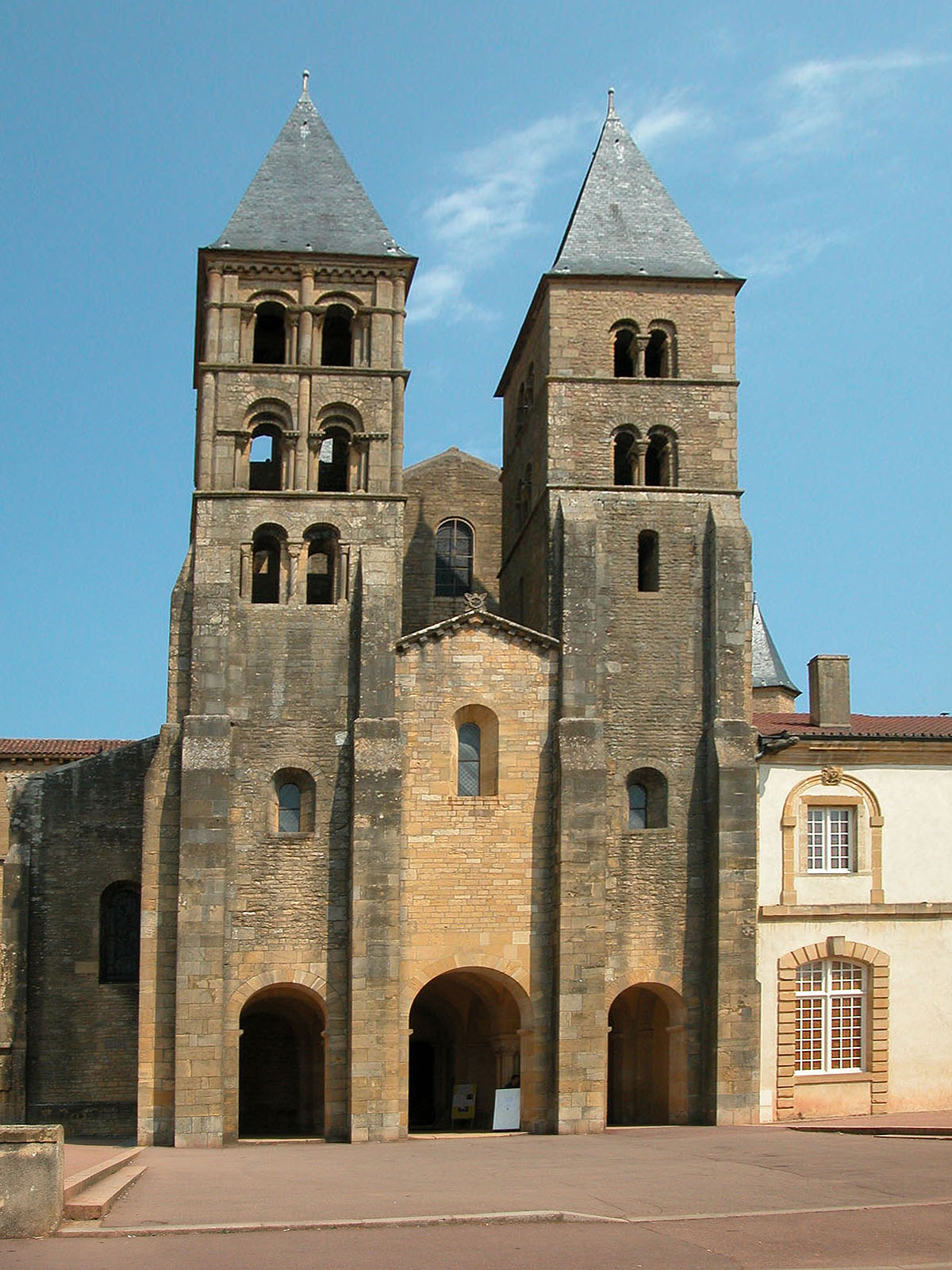
Excatedral de San Vicente, en Chalon-sur-Saône

En 2022 en la diócesis existían 48 parroquias agrupadas en 12 decanatos.

## Historia
La diócesis de Autun fue erigida en el siglo III: la tradición reconoce a san Amatore y san Martín como los primeros obispos. Sin embargo, el primer obispo históricamente documentado es san Reticio, que fue enviado por el emperador Constantino I al Concilio de Roma en el año 313, y que participó en el Primer Concilio de Arlés en el año 314 contra los donatistas.
Augustodunum fue antes una de las civitas de la provincia romana de Galia Lugdunense. Como tal, incluso desde el punto de vista eclesiástico, dependía de la sede metropolitana de Lyon.
En 599 el papa Gregorio I concedió al obispo san Siagrio el privilegio de llevar el palio; este privilegio permaneció en uso en la diócesis de Autun hasta la segunda mitad del siglo XX.
En época merovingia la sede de Autun tuvo considerable importancia: en esta época destacan las figuras de dos obispos, san Siagrio y san Leodegario, que fue asesinado por el maestro de palacio Ébroïn (hacia 680/681).
En la Edad Media Autun fue sede de algunos concilios: entre estos, el concilio de 670, que reguló la disciplina de los monasterios benedictinos; el concilio de 1065, presidido por san Hugo de Cluny, que propició la reconciliación entre Roberto, duque de Borgoña, y el obispo de Autun; el concilio de 1077, donde el arzobispo de Reims fue depuesto por simonía y usurpación de la sede; finalmente el concilio de 1094, donde se renovó la excomunión del emperador Enrique IV.
En 1120 el obispo Etienne de Bâgé inició la construcción de la catedral, dedicada a san Lázaro de Aix, que fue terminada en 1146.
En el siglo XVII la diócesis fue el centro de irradiación del culto al Sagrado Corazón de Jesús, promovido por Margarita María Alacoque, tras la aparición recibida en Paray-le-Monial. La basílica de Paray-le-Monial sigue siendo hoy un destino de peregrinación.
En vísperas de la Revolución francesa, la diócesis incluía aproximadamente 750 parroquias y se extendía por cuatro regiones históricas de Borgoña: Autunois, Beaunois, Avalois y Auxois.
El último obispo del antiguo régimen, Charles-Maurice de Talleyrand-Périgord, adhirió a la constitución civil del clero y renunció a su sede; fue él quien ordenó a los primeros obispos constitucionales.
Tras el concordato de 1801, el 29 de noviembre de 1801, en virtud de la bula Qui Christi Domini del papa Pío VII, incorporó los territorios de las diócesis de Chalon, de Belén y parte del territorio de las diócesis de Mâcon y de Nevers.
El 6 de octubre de 1822 la diócesis cedió una parte de su territorio para el restablecimiento de la diócesis de Nevers mediante la bula Paternae charitatis del papa Pío VII. Durante los años 1801-1802, Autun formó parte de la provincia eclesiástica de la arquidiócesis de Besanzón.
El 19 de julio de 1853 los obispos de Autun recibieron el título de las diócesis suprimidas de Chalon y Mâcon. Asimismo, el 15 de diciembre de 1962, en virtud del decreto Cluniacense coenobium de la Congregación Consistorial, se concedió a los obispos de Autun el título de abades de Cluny.
El 8 de diciembre de 2002 la diócesis pasó a formar parte de la provincia eclesiástica de la arquidiócesis de Dijon.

## Estadísticas
Según el Anuario Pontificio 2023 la diócesis tenía a fines de 2022 un total de 547 000 fieles bautizados.
| Año                                                                             | Población            | Población | Población      | Sacerdotes | Sacerdotes    | Sacerdotes    | Bautizados por sacerdote | Diáconos permanentes | Religiosos | Religiosos | Parroquias |
| Año                                                                             | Bautizados católicos | Total     | % de católicos | Total      | Clero secular | Clero regular | Bautizados por sacerdote | Diáconos permanentes | Varones    | Mujeres    | Parroquias |
| ------------------------------------------------------------------------------- | -------------------- | --------- | -------------- | ---------- | ------------- | ------------- | ------------------------ | -------------------- | ---------- | ---------- | ---------- |
| 1950                                                                            | 503 000              | 508 749   | 98.9           | 659        | 583           | 76            | 763                      |                      | 128        | 1341       | 554        |
| 1959                                                                            | 504 000              | 511 000   | 98.6           | 576        | 536           | 40            | 875                      |                      | 107        | 1298       | 554        |
| 1969                                                                            | 506 381              | 550 381   | 92.0           | 490        | 469           | 21            | 1033                     |                      | 48         | 1100       | 257        |
| 1980                                                                            | 570 060              | 580 060   | 98.3           | 415        | 402           | 13            | 1373                     |                      | 36         | 808        | 545        |
| 1990                                                                            | 579 000              | 592 000   | 97.8           | 352        | 330           | 22            | 1644                     | 12                   | 86         | 612        | 545        |
| 1999                                                                            | 550 000              | 560 000   | 98.2           | 267        | 252           | 15            | 2059                     | 21                   | 85         | 560        | 365        |
| 2000                                                                            | 525 000              | 540 873   | 97.1           | 265        | 250           | 15            | 1981                     | 20                   | 67         | 540        | 324        |
| 2001                                                                            | 525 000              | 540 873   | 97.1           | 261        | 246           | 15            | 2011                     | 2                    | 67         | 540        | 334        |
| 2002                                                                            | 525 000              | 540 873   | 97.1           | 246        | 231           | 15            | 2134                     | 21                   | 30         | 528        | 302        |
| 2003                                                                            | 520 000              | 544 983   | 95.4           | 234        | 225           | 9             | 2222                     | 24                   | 122        | 305        | 302        |
| 2004                                                                            | 520 000              | 544 983   | 95.4           | 267        | 247           | 20            | 1947                     | 24                   | 136        | 407        | 302        |
| 2006                                                                            | 522 000              | 547 000   | 95.4           | 240        | 228           | 12            | 2175                     | 24                   | 160        | 436        | 50         |
| 2012                                                                            | 548 000              | 575 000   | 95.3           | 174        | 162           | 12            | 3149                     | 28                   | 51         | 423        | 49         |
| 2015                                                                            | 548 000              | 575 050   | 95.3           | 165        | 149           | 16            | 3321                     | 30                   | 39         | 388        | 49         |
| 2018                                                                            | 530 415              | 556 642   | 95.3           | 142        | 136           | 6             | 3735                     | 32                   | 25         | 373        | 49         |
| 2020                                                                            | 523 800              | 549 783   | 95.3           | 129        | 123           | 6             | 4060                     | 33                   | 42         | 365        | 49         |
| 2022                                                                            | 547 000              | 574 229   | 95.3           | 130        | 124           | 6             | 4207                     | 33                   | 48         | 295        | 48         |
| Fuente: Catholic-Hierarchy, que a su vez toma los datos del Anuario Pontificio. |                      |           |                |            |               |               |                          |                      |            |            |            |

## Episcopologio
- San Amatore I †[nota 1]
- San Martino I †[nota 2]
- San Reticio † (antes de 313-después de 314)
- San Cassiano †[nota 3]
- San Egemonio †[nota 4]
- San Simplicio †[nota 5]
- San Evanzio †
- San Leonzio †[nota 6]
- San Eufronio † (antes de 452-después de 475)
- San Flaviano (Flavicone) † (en la época del rey Clodoveo I)[nota 7]
- San Pragmazio † (mencionado en 517)[nota 8]
- San Procolo †[nota 9]
- San Agrippino † (antes de 533-después de 538)[nota 10]
- San Nettario † (mencionado en 549)[nota 11]
- Eupardo †
- Remigio o Benigno †[nota 12]
- San Siagrio † (circa 561-después de julio de 599 falleció)[nota 13]
- Lefasto †[nota 14]
- San Rocco † (mencionado en 614)[nota 15]
- Auspicio (Bobone) † (mencionado en 627)[nota 16]
- Ferreolo † (antes de 637-después de 650)
- Ragnoberto † (mencionado en 660)[nota 17]
- San Leodegario † (circa 663-2 de octubre circa 680/681 falleció)
- Ermenario † (mencionado en 684)[nota 18]
- Anseberto † (antes de 693-después de 696)[nota 19]
- Vasco †
- Amatore II †
- Moderanno †
- Gairone †
- Iddone † (mencionado en 762)
- Renaldo I †
- Martino II †
- Alderico †
- Moduino † (antes de 815-después de agosto de 840)
- Bernone †
- Alteo † (antes de 843-después de 847/849)
- Giona † (antes de agosto de 850-después de abril de 865)
- Lindone † (antes de agosto de 866-después de mayo de 873)
- Adalgario † (875-893 falleció)
- Wallon de Vergy † (antes de mayo de 894-circa 919 falleció)
- Hervée de Vergy † (circa 920-circa 929 falleció)
- Rotmond † (935-968 falleció)
- Gérard † (circa 970-15 de abril de 976 falleció)
- Gautier I † (circa 977-8 o 9 de mayo de 1024 falleció)
- Helmuin † (1025-1055 falleció)
- Aganon † (circa 1055-25 de junio de 1098 falleció)
- Norgaud † (1098-14 de mayo de 1112 falleció)
- Stefano di Baugé † (1112-1139 falleció)
- Robert de Bourgogne † (1140-18 de julio de 1140 falleció)
- Humbert de Bâgé † (1140-1148 nombrado arzobispo de Lyon)
- Henri de Bourgogne † (1148-1170 o 1171 falleció)
- Etienne II † (1171-circa 1189 falleció)
- Gautier II † (circa 1189-14 de mayo de 1223 falleció)
- Guy de Vergy † (1224-29 de octubre de 1245 falleció)
- Anselin de Pomard † (1245-1 de abril de 1253 falleció)
- Girard de La Roche o de Beauvoir † (circa 1253-2 de diciembre de 1276 falleció)
- Jacques de Beauvoir † (16 de mayo de 1283-1 de octubre de 1286 falleció)
- Hugues d'Arcy † (antes del 13 de junio de 1288-29 de septiembre de 1298 falleció)
- Barthélémy † (6 de abril de 1299-julio de 1308 falleció)
- Elie Guidonis † (13 de agosto de 1308-1322 falleció)
- Pierre Bertrand el Viejo † (19 de mayo de 1322-9 de diciembre de 1331 renunció)
- Jean d'Arcy † (21 de diciembre de 1331-25 de septiembre de 1342 nombrado obispo de Langres)
- Guillaume d'Auxonne † (25 de septiembre de 1342-30 de marzo de 1344 falleció)
- Guy de La Chaume † (27 de octubre de 1344-18 de enero de 1356 nombrado arzobispo de Lyon)
- Guillaume de Thurey † (18 de enero de 1356-25 de agosto de 1358 nombrado arzobispo de Lyon)
- Renaud de Maubernard † (25 de agosto de 1358-21 de julio de 1361 falleció)
- Geoffroi David † (27 de agosto de 1361-enero de 1377 falleció)
- Pierre-Raymond de la Barrière † (22 de abril de 1377-1379 renunció)
- Guillaume de Vienne, O.S.B. † (11 de febrero de 1379-26 de agosto de 1387 nombrado obispo de Beauvais)
- Nicolas de Coulon † (26 de agosto de 1387-20 de diciembre de 1400 falleció)
- Milon de Grancey † (14 de febrero de 1401-antes del 27 de septiembre de 1414 renunció)
- Frédéric de Grancey, O.Clun. † (17 de marzo de 1419-2 de agosto de 1436 falleció)
- Jean Rolin † (20 de agosto de 1436-22 de junio de 1483 falleció)
- Philibert Hugonet † (10 de julio de 1484-11 de septiembre de 1484 falleció)
- Jean de la Balue † (13 de octubre de 1484-1490 renunció)
- Antoine de Châlon † (17 de abril de 1490-1500 renunció)
  - Olivier de Vienne † (18 de febrero de 1500-1500 renunció) (obispo electo)
- Jean Rolin il Giovane † (13 de noviembre de 1500-4 de abril de 1501 falleció)
- Louis d'Amboise † (9 de agosto de 1501-1 de julio de 1503 nombrado arzobispo de Albi)
- Filippo di Kleve † (9 de agosto de 1503-5 de marzo de 1505 falleció)
- Jacques Hurault de Cheverny † (31 de marzo de 1505-26 de junio de 1546 falleció)
  - Ippolito d'Este † (14 de junio de 1548-27 de junio de 1550 renunció) (administrador apostólico)
- Philibert Dugny de Courgengoux, O.S.B. † (30 de enero de 1551-30 de septiembre de 1557 falleció)
- Pierre de Marcilly † (23 de marzo de 1558-16 de agosto de 1572 falleció)
- Charles d'Ailleboust † (2 de marzo de 1573-29 de abril de 1585 falleció)
- Charles de Marcel, O.S.B. † (31 de enero de 1586-? falleció)
- Pierre Saunier, O.Clun. † (4 de julio de 1588-24 de diciembre de 1612 falleció)
  - Sede vacante (1612-1620)
- Claude de la Magdelaine † (18 de mayo de 1620-21 de abril de 1652 falleció)
- Louis Doni d'Attichy, O.M. † (23 de septiembre de 1652-30 de junio de 1664 falleció)
- Gabriel de Roquette † (11 de octubre de 1666-22 de julio de 1702 renunció)
- Bernard (Bertrand) de Sénaux † (12 de noviembre de 1703-30 de abril de 1709 falleció)
  - Charles Andrault de Maulevrier de Langeron † (18 de mayo de 1709-mayo de 1710 renunció) (obispo electo)
- Charles-François d'Hallencourt de Dromesnil † (26 de enero de 1711-8 de septiembre de 1721 renunció[nota 20])
- Antoine-François de Bliterswyck de Montcley † (20 de diciembre de 1723-31 de marzo de 1732 nombrado arzobispo de Besanzón)
- Gaspard de La Valette de Thomas † (11 de agosto de 1732-febrero de 1748 renunció)
- Antoine de Malvin de Montazet † (15 de julio de 1748-18 de julio de 1758 renunció[nota 21])
- Nicolas de Bouillé † (11 de septiembre de 1758-22 de febrero de 1767 falleció)
- Yves-Alexandre de Marbeuf † (15 de junio de 1767-12 de septiembre de 1788 renunció[nota 22])
- Charles-Maurice de Talleyrand-Périgord † (15 de diciembre de 1788-13 de enero de 1791 renunció[nota 23])
  - Sede vacante (1791-1802)
- Gabriel-François Moreau † (16 de mayo de 1802-8 de septiembre de 1802 falleció)
- François de Fontanges † (20 de diciembre de 1802-26 de enero de 1806 falleció)
- Fabien-Sébastien Imberties † (26 de agosto de 1806-25 de enero de 1819 falleció)
- Roch-Etienne de Vichy † (27 de septiembre de 1819-3 de abril de 1829 falleció)
- Bénigne-Urbain-Jean-Marie du Trousset d'Héricourt † (27 de julio de 1829-8 de julio de 1851 falleció)
- Frédéric-Gabriel-Marie-François de Marguerye † (15 de marzo de 1852-1 de agosto de 1872 renunció)
- Léopold-René Leséleuc de Kerouara † (23 de diciembre de 1872-16 de diciembre de 1873 falleció)
- Adolphe-Louis-Albert Perraud † (4 de mayo de 1874-10 de febrero de 1906 falleció)
- Henri-Raymond Villard † (13 de julio de 1906-8 de diciembre de 1914 falleció)
- Désiré-Hyacinthe Berthoin † (1 de junio de 1915-24 de febrero de 1922 falleció)
- Hyacinthe-Jean Chassagnon † (19 de junio de 1922-12 de febrero de 1940 falleció)
- Lucien-Sidroine Lebrun † (26 de julio de 1940-22 de marzo de 1966 renunció[nota 24])
- Armand François M. Le Bourgeois, C.I.M. † (22 de marzo de 1966-31 de julio de 1987 retirado)
- Raymond Gaston Joseph Séguy † (31 de julio de 1987-8 de abril de 2006 retirado)
- Benoît Marie Pascal Rivière, desde el 8 de abril de 2006